# Bòscmian
Bòsc Mian (en francès Bosmie-l'Aiguille) és un municipi francès situat al departament de l'Alta Viena i a la regió de la Nova Aquitània.

## Demografia
| 1962                                       | 1968 | 1975 | 1982 | 1990 | 1999 | 2006 | 2007 | 2008 |
| ------------------------------------------ | ---- | ---- | ---- | ---- | ---- | ---- | ---- | ---- |
| 956                                        | 1191 | 1332 | 1704 | 1950 | 2197 | 2287 | 2279 | 2288 |
| Des de 1962: població sense dobles comptes |      |      |      |      |      |      |      |      |

## Administració
| Període | Identitat        | Partit |
| ------- | ---------------- | ------ |
| 2008-   | Maurice Leboutet | PS     |

## Agermanaments
- Pedralba